# Aeroportul Captain Aníbal Arab
Aeroportul Captain Aníbal Arab (IATA: CIJ, ICAO: SLCO) este un aeroport din Cobija, Nicolás Suárez Province⁠(d), Pando, Bolivia ce deservește zona Cobija.
Situat la o altitudine de 272 m, aeroportul dispune de o singură pistă.